# Traian Chicomban
Traian Chicomban (* 1915 in Schei (Giurgiu); † 1991 in Brașov) war ein rumänischer Radrennfahrer und nationaler Meister im Radsport.  

## Sportliche Laufbahn
Chicomban war im Straßenradsport aktiv. Mit 19 Jahren begann er in Brașov mit dem Radsport. 1950 siegte er in der nationalen Meisterschaft im Straßenrennen vor Viktor Naidin. 1946 gewann er fünf Etappen im Cupa Victorieiî. 1952 siegte er im Cursa Scînteia. An der Internationalen Friedensfahrt nahm er 1948 auf dem Kurs von Warschau nach Prag teil und wurde 22. 1949 wurde 32. im Endklassement, 1950 kam er auf den 39. Gesamtrang. 1949 wurde er 15. in der Polen-Rundfahrt. Er war bereits 1934 bei der ersten Rumänien-Rundfahrt am Start und fuhr die heimische Rundfahrt bis 1954. Chicomban startete für die Vereine Metalul Brașov und Traktor Brașov. Nach seiner aktiven Karriere war er als Trainer und Funktionär im Radsport tätig.

## Familiäres
Sein Bruder Nicolae Chicomban war ebenfalls Radrennfahrer.